# Instituto Estatal de Relações Internacionais de Moscou
O Instituto Estatal de Relações Internacionais de Moscou ou Instituto Estatal de Relações Internacionais de Moscovo (MGIMO, em russo: МГИМО, acrônimo para Московский государственный институт международных отношений) é uma universidade vinculada ao Ministério de Assuntos Externos da Federação Russa, sediada em Moscou. É a mais antiga e renomada escola diplomática do país, tendo em seus quadros docente e discente os mais importantes diplomatas, ministros e cônsules da Rússia.
O MGIMO oferece inúmeros programas educacionais em 18 campos principais de estudo, incluindo relações internacionais e estudos regionais, política, governança, diplomacia, economia mundial, direito, jornalismo, gestão e comércio exterior, assuntos energéticos, linguística e estudos ambientais. Oferece programas de MBA e MBA Executivo, além de tutoriais pré-universitários. De acordo com o Guinness Book of Records, o MGIMO ensina 53 idiomas em período integral durante cada período acadêmico, o máximo em qualquer instituição acadêmica.
A instituição dá uma atenção especial ao ensino a distância e às tecnologias digitais. Desde 2016, o MGIMO grava e publica seus cursos a distância no Coursera. Atualmente, o Coursera contém 20 cursos de professores do MGIMO. O MGIMO integrou um LMS (Sistema Eletrônico de Gerenciamento da Aprendizagem) ao processo educacional. As plataformas Moodle e Stepik (Rússia) também são usadas.
O MGIMO possui três campi - em Moscou, na região de Moscou, e em Tashkent (Uzbequistão), além de um centro educacional para estudos de direito em Genebra, na Suíça. Hoje, existem cerca de 10.000 estudantes no MGIMO de 74 países. Os estudantes internacionais representam cerca de 16% do número total de estudantes.
O MGIMO é também o centro do Diálogo Russo-Francês Trianon, Fórum Russo-Tcheco, Fórum Russo-Austríaco Sochi Dialogue, ASEAN Center.